# Sainte-Marguerite-de-Viette
Sainte-Marguerite-de-Viette è un ex comune francese di 407 abitanti situato nel dipartimento del Calvados nella regione della Normandia. Il 1º gennaio 2017 è stato assorbito, insieme a numerosi altri comuni, dal comune di nuova costituzione di Saint-Pierre-en-Auge. 

## Società

### Evoluzione demografica
Abitanti censiti